# Californication (musikalbum)
Californication är det sjunde studioalbumet av den amerikanska rockgruppen Red Hot Chili Peppers, utgivet den 8 juni 1999. Det är gruppens bäst säljande album hittills med över 15 miljoner sålda exemplar. Till detta album var gitarristen John Frusciante tillbaka i bandet.

## Bakgrund
Efter att bandet sparkat gitarristen Dave Navarro tillfrågades gitarristen John Frusciante att komma tillbaka, vilket denne tackade ja till. Tillsammans började de skriva nya låtar i Fleas garage, och det blev så småningom albumet Californication. Frusciante som dock led av efterverkningarna av sitt heroinmissbruk hade en minimalistisk spelstil som bland annat berodde på att han tappat kraft i fingrar och händer. Han ägde inte längre några gitarrer då de antingen stulits, sålts eller brunnit inne i en brand, men Anthony Kiedis köpte en gitarr åt honom. Initialt ville bandet inte att Rick Rubin skulle producera albumet utan tilltänkta producenter var bland andra David Bowie och Daniel Lanois som bland annat producerat U2:s Joshua Tree. Bandet hade även initialt hoppats på att albumet skulle bli mer elektroniskt. Demoinspelningarna spelades in i Daniel Lanois studio Teatro Studio där låtar som Mommasan, A Plate of Brown och Andaman & Nicobar spelades in men övergavs.

## Omslaget
Omslaget föreställer en pool fylld av en eldröd sandstorm under en himmel med blått vatten. Idén kom från en av gitarristen John Frusciantes drömmar. Efter att han berättat om drömmen för övriga bandet ritade sångaren Anthony Kiedis en skiss av omslaget som han gav till designern Lawrence Azerrad som arbetade på Warner Bros. Tillsammans började de med sökandet efter en lämplig pool för omslaget vilken hittades hos föräldrarna till en Azerrads barndomsvänner. Platsen tros ligga någonstans i Hollywood Hills.

## Teen Tolerance tour
Innan albumet släpptes gav bandet gratiskonserter vid skolavslutningar runt om i USA. Spelningarna blev allmänt kända som the Teen Tolerance Tour. Namnet kom av skolmassakern "Columbine Massacre". På grund av massakern ändrade bandet turnéns budskap för att motverka skolvåld. För att få närvara vid spelningarna var studenterna tvungna att lämna förslag på hur man motverkar hat, våld och mobbning i skolmiljön. Under turnén besökte man Portland, Philadelphia, Pontiac, Seattle och Minneapolis.

## The Californication tour
Turnén inleddes i Europa 18 juni 1999 med spelningar i Tyskland, Sverige, Frankrike och Italien. Sedan fortsatte turnén till London där bandet spelade in en livesession med låtarna Scar Tissue, Emmit Remmus, Parallel Universe och Soul to Squeeze. Vidare spelade bandet på ett flertal festivaler, däribland 1999 års Woodstockfestival, där band och artister som Metallica, Limp Bizkit, James Brown och Megadeth också medverkade. Jimi Hendrix halvsyster bad bandet under denna konsert att framföra Hendrix låt Fire som extranummer, vilket de gjorde. Turnén fortsatte sedan vidare i Europa, Sydamerika, Nordamerika, Oceanien och Asien. Under turnén spelade de bland annat på Hollywood Palladium, Budokan, Södra Teatern och Whisky a Go Go. Under turnén uppträdde bandet i 24 länder samt gjorde totalt 135 spelningar, sista spelningen gjordes i Seattle och turnén avslutades 22 september 2000.

## Eftermäle
Californication anses av många vara ett av Red Hot Chili Peppers viktigaste och mest framgångsrika album. Tidningen Rolling Stone rankade 2024 albumet som världens 286:e bästa album. Q Magazine rankade Blood Sugar Sex Magik som det 126:e bästa och Californication som det 42:a bästa. Likaså är Californication med på Rock n Roll Hall of Fames lista Definitive 200 Albums.

## Låtlista
Samtliga låtar skrivna av Flea, John Frusciante, Anthony Kiedis och Chad Smith.
1. "Around the World" - 3:58
2. "Parallel Universe" - 4:30
3. "Scar Tissue" - 3:35
4. "Otherside" - 4:15
5. "Get on Top" - 3:16
6. "Californication" - 5:19
7. "Easily" - 3:49
8. "Porcelain" - 2:41
9. "Emit Remmus" - 3:58
10. "I Like Dirt" - 2:35
11. "This Velvet Glove" - 3:43
12. "Savior" - 4:50
13. "Purple Stain" - 4:11
14. "Right on Time" - 1:50
15. "Road Trippin'" - 3:25

## Officiella B-sidor
- Fat Dance
- Over Funk
- Quixoticelixer
- Gong Li
- Instrumental #1
- Instrumental #2
- Teatro Jam
- Slowly Deeply
- How Strong
- Bunker Hill

## Kreditering
- Anthony Kiedis - Sång
- Flea - Bas, kör
- John Frusciante - Gitarr, kör, keyboard
- Chad Smith - Trummor
- Greg Kurstin - Keyboard
- Patrick Warren - Chamberlin orgel
- Inspelad i Cello Studios, Los Angeles Kalifornien mellan december 1998 och mars 1999
- Rick Rubin - Producent
- Alla låtar är skrivna av Red Hot Chili Peppers[2][1]